# Cueva de los Verdes
La cueva de los Verdes è una grotta situata sull'isola di Lanzarote. È uno dei tratti del gran tubo lavico derivante dall'eruzione del vulcano Monte Corona. Nella cueva de los Verdes, si può osservare una grotta formata da due gallerie sovrapposte, vi si succedono corridoi, labirinti, lagune sotterranee e abissi apparentemente senza fondo, il tutto abilmente illuminato per far risaltare le forme e i colori della lava solidificata.
Migliaia di lanzarotes si rifugiarono nelle sue viscere nei secoli passati per salvare la vita durante gli attacchi dei pirati che devastavano l'isola. Una delle gallerie più ampie ospita un auditorium, con capacità di mille persone, nel quale si celebrano in forma sporadica diverse manifestazioni musicali.